# Женщины (фильм, 1985)
«Женщины» (иер. трад. 女人心, кант.-рус.: Нёй янь сам, англ. Women) — гонконгская драма 1985 года, режиссёр Стэнли Кван. Главные роли исполнили Кора Мяо, Чоу Юньфат и Чери Чун.
Картина получила 9 номинаций на 5-й Гонконгской кинопремии. Кора Мяо была номинирована в категории «Лучшая женская роль» на кинопремии «Золотая лошадь».

## Сюжет
Лён Поуи разводится со своим мужем Дереком после того, как узнаёт, что у него был роман с другой женщиной. С этого момента у Поуи начинается новая жизнь матери-одиночки.

## В ролях
- Кора Мяо[англ.] — Лён Поуи
- Чоу Юньфат — Дерек Сюнь
- Чери Чун[англ.] — Са Нау
- Лэй Мак — Лэйхо Сённго
- Лён Хойлён — Тан Тан
- Элэйн Цзинь — Чю Ламлам
- Ям Хэйпоу — Лай Куань
- Мэгги Ли[кит.] — Сэм
- Чён Инькуань — Терри

## Награды и номинации
| Награды                             | Награды                           | Награды               | Награды   |
| Кинопремия                          | Категория                         | Лауреат / претендент  | Результат |
| ----------------------------------- | --------------------------------- | --------------------- | --------- |
| 5-я Гонконгская кинопремия          | Лучший фильм                      | «Женщины»             | Номинация |
| 5-я Гонконгская кинопремия          | Лучшая режиссёрская работа        | Стэнли Кван           | Номинация |
| 5-я Гонконгская кинопремия          | Лучшая женская роль               | Кора Мяо              | Номинация |
| 5-я Гонконгская кинопремия          | Лучшая мужская роль               | Чоу Юньфат            | Номинация |
| 5-я Гонконгская кинопремия          | Лучшая женская роль второго плана | Чери Чун              | Номинация |
| 5-я Гонконгская кинопремия          | Лучший сценарий                   | Цюдай Аньпин, Лай Кит | Номинация |
| 5-я Гонконгская кинопремия          | Лучшая операторская работа        | Билл Вон              | Номинация |
| 5-я Гонконгская кинопремия          | Лучшая музыка                     | Ло Винфай             | Номинация |
| 5-я Гонконгская кинопремия          | Лучшая работа художника           | Тони Ау               | Номинация |
| 22-й кинофестиваль «Золотая лошадь» | Лучшая женская роль               | Кора Мяо              | Номинация |